# 양성국
양성국(1944년 8월 19일 ~ )은 조선민주주의인민공화국의 축구 선수 겸 감독이다. 한국 언론에는 양승국과 양성국 두 이름이 혼용되고 있는데 영화 <천리마 축구단>에 출연했을 때 본인이 스스로 자기 이름이 양성국이라고 분명히 밝혔다. 1966년 FIFA 월드컵에 조선민주주의인민공화국 국가대표팀 선수로 출전해 포르투갈과의 8강전에서 1골을 기록했다.